# Belle Vernon
Belle Vernon es un borough ubicado en el condado de Fayette en el estado estadounidense de Pensilvania. En el año 2000 tenía una población de 1,211 habitantes y una densidad poblacional de 1,794 personas por km².

## Geografía
Belle Vernon se encuentra ubicado en las coordenadas 40°7′37″N 79°52′6″O / 40.12694, -79.86833

## Demografía
Según la Oficina del Censo en 2000 los ingresos medios por hogar en la localidad eran de $18,068 y los ingresos medios por familia eran $36,094. Los hombres tenían unos ingresos medios de $22,434 frente a los $20,950 para las mujeres. La renta per cápita para la localidad era de $12,919. Alrededor del 16.2% de la población estaba por debajo del umbral de pobreza.